# Ган-ха-Даром
Ган-ха-Даром (ивр. גַּן הַדָּרוֹם‎, дословно: Сад Юга) — мошав на юге Израиля. Расположен на прибрежной равнине возле Ашдода. Подпадает под юрисдикцию регионального Совета Гдерот.

## История
Мошав был основан в 1953 году еврейскими беженцами из Ирака после операции «Эзра и Неемия». Первые поселенцы в Ган-ха-Даром жили в маабаре в соседнем Ган-Явне, пока не полностью достроена инфраструктура для постоянного проживания. В 1957-1958 были построены двадцать новых домов, и 15 семей, которые приехали из Польши, переехали в них.
Сегодня в мошаве проживают 118 семей. Большинство жителей зарабатывают на жизнь не земледелием, многие работают в ближайших городах Ашдод и Явне. Меньшинство работающее в сельском хозяйстве, в основном выращивает коров, кур, фруктовые деревья авокадо, и другие растения.

## Население
По данным Центрального статистического бюро Израиля, население на начало 2020 года составляло 636 человек.